# Luís de Cifuentes y Sotomayor
Luís de Cifuentes y Sotomayor, OP (1600 - 18 de maio de 1676) foi um prelado católico romano que serviu como bispo de Iucatão (1659–1676).

## Biografia
Luís de Cifuentes y Sotomayor nasceu em 1600 em Sevilha, Espanha, e foi ordenado sacerdote na Ordem dos Pregadores. No dia 22 de setembro de 1659, foi nomeado durante o papado de Alexandre VII como Bispo de Iucatão. A 25 de julho de 1660, foi consagrado bispo por Diego Osorio de Escobar y Llamas, bispo de Tlaxcala. Serviu como Bispo de Iucatão até à sua morte a 18 de maio de 1676. Enquanto bispo, foi o consagrador principal de Juan de Escalante Turcios y Mendoza, arcebispo de São Domingos (1673).